# Bernie Marsden

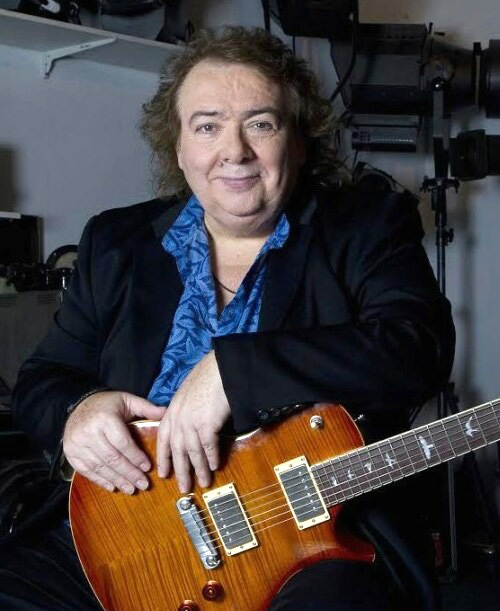
Bernie Marsden (2014)

Bernard John Marsden (* 7. Mai 1951 in Buckingham, Buckinghamshire; † 24. August 2023) war ein britischer Gitarrist. Sein Stil orientierte sich an Bluesmusikern wie Peter Green und Eric Clapton. 

## Leben und Wirken
In den frühen 1970er-Jahren war Marsden Mitglied u. a. bei Juicy Lucy, UFO und Babe Ruth.
Nachdem er sich auf eine Zeitungsanzeige gemeldet hatte, stieg er 1976 bei Paice Ashton Lord ein. Nach Auflösung dieser Gruppe wurde Marsden 1978 Mitglied von Whitesnake. Er war Mitautor des bekanntesten Songs der Band, Here I Go Again. Ein Jahr nach seinem Ausstieg bei Whitesnake gründete er 1984 die kurzlebige Band Alaska.
In den 1990er-Jahren tauchte Marsden zusammen mit dem früheren Whitesnake-Kollegen Micky Moody als Moody Marsden Band wieder auf. Die Gruppe spielte auch die alten Hits; ein Konzept, das mit der 2000er Gründung von Company of Snakes (inzwischen war mit Neil Murray der dritte Ex-Whitesnake-Musiker dabei) weitergeführt wurde. Während dieser Jahre nahm er gelegentlich eigene und Tribute-Stücke auf und arbeitete hin und wieder an Soundtracks.
Daneben war Marsden in vielfacher Funktion an der dreiteiligen Fernsehserie The Delta Blues 1926 - Urban Blues 1960 beteiligt.

### Privates
Marsden war verheiratet und Vater zweier Töchter. Er starb am 24. August 2023 im Alter von 72 Jahren im Kreise seiner Familie.

## Solo-LPs
- 1979: And About Time, Too! (Parlophone)
- 1980: Look at Me Now (Parlophone)
- 1995: Green and Blues (Castle)
- 2001: Ozone Friendly (Blueprint)
- 2002: Blues ’N’ Scales: A Snakeman’s Odyssey (Castle)
- 2003: The Big Boy Blue Sessions (2 CDs)
- 2005: Big Boy Blue … Live
- 2014: Shine (Provogue)
- 2021: Kings
- 2021: Chess
- 2022: Trios

## MitAlaska
- 1984 Heart of the Storm (Music for Nations)
- 1985 The Pack (Music for Nations)